# قطعنامه ۹۹ شورای امنیت
قطعنامه  ۹۹ شورای امنیت سازمان ملل متحد که در تاریخ ۱۲ اوت ۱۹۵۳ تصویب شد، سندی بین‌المللی دربارهٔ دیوان بین‌المللی دادگستری است. این قطعنامه طی نشست ۶۱۸ام 
تصویب شد.